# 618. pehotni polk (Wehrmacht)
Za druge 618. polke glejte 618. polk.
618. pehotni polk (izvirno nemško Infanterie-Regiment 618) je bil eden izmed pehotnih polkov v sestavi redne nemške kopenske vojske med drugo svetovno vojno.

## Zgodovina
Polk je bil ustanovljen 7. septembra 1942 pri armadni skupini B (Južna Rusija) iz enot RADa ter dodeljen 382. pehotni diviziji.
15. oktobra istega leta je bil polk preimenovan v 618. grenadirski polk.